# Smicridea fuscifurca
Smicridea fuscifurca är en nattsländeart som beskrevs av Lazar Botosaneanu 1998. Smicridea fuscifurca ingår i släktet Smicridea och familjen ryssjenattsländor. Inga underarter finns listade i Catalogue of Life.